# Gouvernement Andreotti II
 (septembre 2023).
Si vous disposez d'ouvrages ou d'articles de référence ou si vous connaissez des sites web de qualité traitant du thème abordé ici, merci de compléter l'article en donnant les références utiles à sa vérifiabilité et en les liant à la section « Notes et références ».
République italienne
Andreotti I Rumor IV
Le gouvernement Andreotti II (Governo Andreotti II, en italien) est le vingt-huitième gouvernement de la République italienne entre le 26 juin 1972 et 7 juillet 1973, durant la sixième législature du Parlement.

## Coalition et historique
Dirigé par le président du Conseil des ministres démocrate-chrétien sortant Giulio Andreotti, il est soutenu par une coalition entre Démocratie chrétienne (DC), le Parti social-démocrate italien (PSDI) et le Parti libéral italien (PLI), qui disposent ensemble de 315 députés sur 630 à la Chambre des députés, soit 50 % des sièges, et de 154 sénateurs sur 322 au Sénat de la République, soit 47,8 % des sièges.
Il succède au gouvernement Andreotti I, soutenu par la seule DC et a été formé à la suite des élections générales des 7 et 8 mai 1972, premier scrutin anticipé de la République italienne. Il démissionne le 12 juin 1973, après avoir perdu le soutien externe du Parti républicain italien (PRI) au sujet d'une réforme de l'audiovisuel, et cède le pouvoir au quatrième gouvernement de Mariano Rumor, soutenu par le « centre-gauche organique » qui rassemble la DC, le Parti socialiste italien (PSI), le PSDI et le PRI.

## Composition

### Initiale (26 juin 1972)
- Les nouveaux ministres sont indiqués en gras, ceux ayant changé d'attributions en italique.

| Fonction | Titulaire | Titulaire                   | Parti |
| --- | --------- | --------------------------- | ----- |
| Président du Conseil des ministres                                                                                                 |           | Giulio Andreotti            | DC    |
| Vice-président du Conseil des ministres Ministre de la Défense                                                                     |           | Mario Tanassi               | PSDI  |
| Ministres sans portefeuille |           |                             |       |
| Ministre pour la Réforme de l'administration publique                                                                              |           | Silvio Gava                 | DC    |
| Ministre pour les Affaires régionales                                                                                              |           | Fiorentino Sullo            | DC    |
| Ministre pour les Relations avec le Parlement                                                                                      |           | Giorgio Bergamasco          | PLI   |
| Ministre pour la coordination des Initiatives pour la recherche scientifique et technologiques                                     |           | Pier Luigi Romita           | PSDI  |
| Ministre pour les Problèmes de la jeunesse                                                                                         |           | Italo Giulio Caiati         | DC    |
| Ministres |           |                             |       |
| Ministre des Affaires étrangères                                                                                                   |           | Giuseppe Medici             | DC    |
| Ministre de l'Intérieur |           | Mariano Rumor               | DC    |
| Ministre des Grâces et de la Justice                                                                                               |           | Guido Gonella               | DC    |
| Ministre du Budget et de la Programmation économique Ministre pour les Interventions extraordinaires dans le Mezzogiorno (intérim) |           | Paolo Emilio Taviani        | DC    |
| Ministre des Finances |           | Athos Valsecchi             | DC    |
| Ministre du Trésor |           | Giovanni Malagodi           | PLI   |
| Ministre de l'Instruction publique                                                                                                 |           | Oscar Luigi Scalfaro        | DC    |
| Ministre des Travaux publics |           | Antonino Gullotti           | DC    |
| Ministre de l'Agriculture et des Forêts                                                                                            |           | Lorenzo Natali              | DC    |
| Ministre des Transports et de l'Aviation civile                                                                                    |           | Aldo Bozzi                  | PLI   |
| Ministre des Postes et des Télécommunications                                                                                      |           | Giovanni Gioia              | DC    |
| Ministre de l'Industrie, du Commerce et de l'Artisanat                                                                             |           | Mauro Ferri                 | PSDI  |
| Ministre du Travail et de la Sécurité sociale                                                                                      |           | Dionigi Coppo               | DC    |
| Ministre du Commerce extérieur |           | Matteo Matteotti            | PSDI  |
| Ministre de la Marine marchande |           | Giuseppe Lupis              | PSDI  |
| Ministre des Participations de l'État                                                                                              |           | Mario Ferra-Aggradi         | DC    |
| Ministre de la Santé |           | Remo Gaspari                | DC    |
| Ministre du Tourisme et du Divertissement                                                                                          |           | Vitorio Badini Confalioneri | PLI   |